# 로빈 후드 (1922년 영화)
로빈 훗(Robin Hood)은 미국에서 제작된 알랜 드원 감독의 1922년 영화이다. 월레스 비어리 등이 주연으로 출연하였고 더글러스 페어뱅스 등이 제작에 참여하였다.

## 출연

### 주연
- 월레스 비어리
- 빌리 베넷
- 윌슨 벤지
- 메릴 맥코믹

## 제작진
- 의상: 밋첼 레이슨